# Wilhelm Genast
Wilhelm Karl Albert Genast (* 30. Juli 1822 in Leipzig; † 18. Januar 1887 in Weimar) war ein deutscher Dichterjurist. Vor und nach der Deutschen Reichsgründung war er Mitglied des Reichstages.

## Leben
Wilhelm Genast war der Sohn des Weimarer Sängers und Hofschauspielers Eduard Franz Genast. Er studierte von 1841 bis 1845 Rechtswissenschaft an der Ruprecht-Karls-Universität Heidelberg und der Universität Jena. In Jena wurde er  Mitglied der Burschenschaft Arminia auf dem Burgkeller (1842) und der Burschenschaft auf dem Fürstenkeller (1843). In Heidelberg schloss er sich 1844 auch der Burschenschaft Walhalla Heidelberg an. Er ließ sich 1845 als Rechtsanwalt in Weimar nieder, wo er 1852 Staatsanwalt wurde. Ab 1865 gehörte er dem Weimarer Landtag an und wurde 1872 Geheimer Regierungsrat.
1867 wurde er für die Nationalliberale Partei in den Reichstag (Norddeutscher Bund) gewählt, 1871 dann für den Reichstagswahlkreis Großherzogtum Sachsen-Weimar-Eisenach 3 in den Reichstag (Deutsches Kaiserreich), in dem er Mitglied der nationalliberalen Fraktion gehörte. Hier tat er sich insbesondere als Gegner der Todesstrafe hervor. 1872 wurde er Vortragender Rat im Weimarer Ministerium und 1873 auch Präsident der Landessynode. Wegen seiner Beförderung 1872 musste er sein Reichstagsmandat niederlegen, wurde aber in der Ersatzwahl erneut gewählt. Dem Reichstag gehörte er bis 1874 an.
Als Dichter verfasste er historische Trauerspiele, Festspiele und Romane.